# Kengan Ashura
Kengan Ashura (ケンガンアシュラ) és una sèrie de manga japonesa escrita per Yabako Sandrovich i il·lustrada per Daromeon. Es va estrenar una adaptació d'anime el 31 de juliol de 2019 a través de Netflix. La segona part es va començar a retransmetre el 31 d'octubre de l'any 2019.

## Argument
Des del període Edo del Japó, les arenes o llocs de lluita de gladiadors han existit en diverses formes a tot el món. En aquestes arenes els gerents de negocis i comerciants adinerats contracten gladiadors per a lluitar en un combat desarmat on el guanyador s'emporta tot. Tokita "Ashura" Ohma s'uneix a aquestes arenes i devasta als seus oponents. La seva espectacular capacitat per a aixafar als seus enemics crida l'atenció dels propietaris de grans empreses, inclòs el CEO del Grup Nogi, Nogi Hideki.

## Personatges
- Ohma Tokita (十鬼蛇 王馬, Tokita Ōma) / Ashura

Actor de veu: Tatsuhisa Suzuki (japonès); Alfredo Gabriel Basurto (Espanyol)
- Kazuo Yamashita (山下 一夫, Yamashita Kazuo)

Actor de veu: Chō (japonès); Carlos Segundo (Espanyol)
- Hideki Nogi (乃木 英樹, Nogi Hideki)

Actor de veu: Jouji Nakata (japonès); Santos Alberto (Espanyol)
- Kaede Akiyama (秋山 楓, Akiyama Kaede)

Actor de veu: Yumi Uchiyama (japonès); Alicia Barragán (Espanyol)
- Rihito/Ichiro Nakata (理人/中田 一郎, Rihito/Nakata Ichirō)

Actor de veu: Hayato Kaneko (japonès); Diego Estrada (Espanyol)
- Jun Sekibayashi (関林 ジュン, Sekibayashi Jun)

Actor de veu: Tetsu Inada (japonès); Dan Osorio (Español)
- Cosmo Imai (今井 コスモ, Imai Kosumo)

Actor de veu: Junya Flammulina (japonès); Alberto Bernal (Espanyol)
- Setsuna Kiryū (桐生 刹那, Kiryū Setsuna)

Actor de veu: Daisuke Namikawa (japonès); Luis Leonardo Suárez (Espanyol)
- Karla Kure (呉くれ 迦カ楼ル羅, Karla Kure)

Actor de veu: Tomoyo Kurosawa (japonès); Blau Valadez (Espanyol)

## Formats

### Manga
Yabako Sandrovich va llançar la sèrie, amb il·lustracions de Daromeon i Shogakukan dibuixant del manga en el seu lloc web i en l'aplicació MangaONE des del 18 d'abril de 2012. Un drama posterior va ser inclòs amb l'edició especial dels volums 0 al 8 durant el gener de 2016. El manga va acabar el 9 d'agost de 2018.
Una seqüela, titulada Kengan Omega, va començar la seva serialització el 17 de gener de 2019, també serialitzada en l'editorial Ura Sunday. La seqüela s'estableix 2 anys després dels esdeveniments de la sèrie original.

### Anime
L'editorial Ura Sunday va obrir una enquesta de fans el gener de 2015 per a permetre'ls decidir quina de les seves sèries hauria de rebre una adaptació d'anime. El maig de 2015, es va anunciar que Kengan Ashura havia guanyat l'enquesta amb 2,3 milions d'un total de 9 milions de vots, i s'adaptaria a un anime. Dos anys després, el 7 de desembre de 2017, es va anunciar que l'anime encara estava planificat, amb el volum 23 revelat el 12 de desembre de 2017 que l'anime seria una sèrie de televisió. El personal i la finestra de llançament de la sèrie es van anunciar el 22 de març de 2018. La sèrie és dirigida per Seiji Kishi i escrita per Makoto Uezu, amb animació de Larx Entertainment. Kazuaki Morita proporciona dissenys de personatges per a l'anime, i Yasuharu Takanashi està component la música de la sèrie. L'estrena mundial de la sèrie va tenir lloc en l'Anime Expo el 7 de juliol de 2018. La sèrie es va estrenar al Japó en Toho Cinemas Roppongi Hills el 27 de gener de 2019. La sèrie es va estrenar el 31 de juliol de 2019. El tema d'obertura és "King & Ashley" de My First Story, mentre que el tema de tancament és "Born This Way" de HOP BAD. Netflix va transmetre l'anime.
Es va anunciar que la segona part de la sèrie, que consta de 12 episodis, s'estrenaria a Netflix el 31 d'octubre de 2019.

### Altres mitjans
El 8 de gener de 2016 es va incloure un CD amb l'edició especial del volum 0.
El juliol de 2020, es va plantejar un crossover de Daromeon i Keisuke Itagaki, amb Ohma Tokita i Baki Hanma de Grappler Baki, per promoure la disponibilitat de les dues sèries a Netflix. El març de 2024, Netflix va anunciar un anime crossover d'ambdues sèries, titulat Baki Hanma vs. Kengan Ashura, que es va estrenar el 6 de juny del mateix any amb subtítols en català.
Sandrovich va llançar una altra sèrie de manga, titulada Danberu Nan-Kiro Moteru?, que està ambientada en el mateix univers que Kengan Ashura.